# Wheeling (Illinois)
Wheeling ist eine Gemeinde (mit dem Status „Village“) im Cook County und zu einem kleineren Teil im Lake County im Nordosten des US-amerikanischen Bundesstaates Illinois.
Das U.S. Census Bureau hat bei der Volkszählung 2020 eine Einwohnerzahl von 39.137 ermittelt.
Wheeling ist Bestandteil der Metropolregion Chicago.

## Geographie
Wheeling liegt im nordöstlichen Vorortbereich von Chicago am westlichen Ufer des Des Plaines River, einem der beiden Quellflüsse des in den Mississippi mündenden Illinois River. Der Ort liegt auf 42°07′53″ nördlicher Breite und 87°55′47″ westlicher Länge und erstreckt sich über 22,53 km². Wheeling liegt überwiegend in der Wheeling Township des Cook County und am nördlichen Stadtrand zu einem kleinen Teil in der Vernon Township des Lake County.
Benachbarte Orte von Wheeling sind Riverwoods (6,7 km nordöstlich), Northbrook (an der östlichen Stadtgrenze), Glenview (17 km südöstlich), Prospect Heights (an der südlichen Stadtgrenze), Arlington Heights (an der südwestlichen Stadtgrenze), Palatine (12,4 km westsüdwestlich) und Buffalo Grove (an der nordwestlichen Stadtgrenze).
Das Stadtzentrum von Chicago befindet sich 46,4 km südöstlich, nach Rockford sind es 117 km in westlicher Richtung, Wisconsins Hauptstadt Madison liegt 192 km nordwestlich und nach Milwaukee sind es 111 km in nördlicher Richtung.

## Verkehr
Entlang des westlichen Stadtrandes von Wheeling verläuft die Interstate 294, die unweit der nordöstlichen Stadtgrenze auf die Interstate 94 trifft und die schnellste Verbindung von Chicago nach Milwaukee bildet. Im Stadtgebiet von Wheeling treffen der U.S. Highway 45 sowie die Illinois State Routes 21 und 68 zusammen. Alle weiteren Straßen sind untergeordnete Fahrwege sowie innerörtliche Verbindungsstraßen.
Mit dem North Central Service führt eine Linie der METRA, einem mit einer deutschen S-Bahn vergleichbaren Nahverkehrssystem des Großraums Chicago, durch das Zentrum von Wheeling.
Im Südosten des Stadtgebiets befindet sich der Chicago Executive Airport, der sich zu gleichen Teilen in Besitz der Kommunen Prospect Heights und Wheeling befindet und zu den größten Flughäfen von Illinois gehört. Der größere O’Hare International Airport in Chicago befindet sich 25,5 km südlich von Wheeling.

## Demografische Daten
Nach der Volkszählung im Jahr 2010 lebten in Wheeling 37.648 Menschen in 14.461 Haushalten. Die Bevölkerungsdichte betrug 1671 Einwohner pro Quadratkilometer. In den 14.461 Haushalten lebten statistisch je 2,57 Personen. 
Ethnisch betrachtet setzte sich die Bevölkerung zusammen aus 67,0 Prozent Weißen, 2,4 Prozent Afroamerikanern, 0,8 Prozent amerikanischen Ureinwohnern, 12,9 Prozent Asiaten sowie 14,4 Prozent aus anderen ethnischen Gruppen; 2,5 Prozent stammten von zwei oder mehr Ethnien ab. Unabhängig von der ethnischen Zugehörigkeit waren 31,2 Prozent der Bevölkerung spanischer oder lateinamerikanischer Abstammung. 
22,0 Prozent der Bevölkerung waren unter 18 Jahre alt, 65,8 Prozent waren zwischen 18 und 64 und 12,2 Prozent waren 65 Jahre oder älter. 50,8 Prozent der Bevölkerung war weiblich.

Das mittlere jährliche Einkommen eines Haushalts lag bei 59.026 USD. Das Pro-Kopf-Einkommen betrug 27.502 USD. 10,5 Prozent der Einwohner lebten unterhalb der Armutsgrenze.

## Söhne und Töchter der Gemeinde
- Mike Rucinski (* 1963), Eishockeyspieler
- John Francis Daley (* 1985), Schauspieler, Filmregisseur, Drehbuchautor und Musiker
- Max Emiliano Nowry (* 1990), Ringer
- Haley Reinhart (* 1990), Singer-Songwriterin